# Гнила (притока Збруча)
Гнила́ — річка в Україні в межах Тернопільського і Чортківського районів Тернопільської області. Права притока Збруча (басейн Дністра). У верхній течії носить назву Гнила Рудка. 

## Опис
Довжина 58 км. Площа водозбірного басейну 747 км². Похил річки 1,7 м/км. Долина V-подібна, у верхів'ї трапецієподібна, завширшки 0,5—1,5 км. Заплава завширшки до 350 м. Річище звивисте, завширшки до 22 м. Вода річки використовується на господарські потреби. 

## Розташування
Гнила бере початок біля м. Скалата. Тече з північного заходу на південний схід вздовж Медоборів. Впадає до Збруча на південний схід від села Личківці.

## Притоки
- Гнила Рудка — ліва притока;
- Гребелька — ліва притока у Гримайлівській селищній громаді. Бере початок на північно-східній околиці села Вікна і тече через нього переважно на південний захід. На північно-східній околиці села Лежанівки впадає у річку Гнилу.[1][2]
- Черниця — права притока
- Тайна — права притока

## Населені пункти
Над річкою розташовані місто Скалат і селище Гримайлів, а також чимало сіл, зокрема Буцики, Білинівка, Товсте, Кут, Новосілка, Малі Бірки, Раштівці, Постолівка, Городниця, Личківці.